# 望月眞弓
望月 眞弓（もちづき まゆみ、1954年3月10日 - ）は、日本の薬学者。慶應義塾大学名誉教授、国際医療福祉大学特別顧問。第25期日本学術会議副会長。住友ファーマ監査役。日本医療薬学会功績賞受賞。

## 人物・経歴
山梨県生まれ。1976年千葉大学薬学部卒業、日本ロシュ入社、学術部。1983年北里大学病院薬剤部研修生。1983年北里大学病院薬剤部入職。1992年北里大学医学博士。1997年千葉大学大学院薬学研究科助教授。2000年北里大学薬学部教授。2007年共立薬科大学教授。2008年慶應義塾大学薬学部教授。2013年慶應義塾大学薬学部長。2016年慶應義塾大学病院薬剤部長、日本医療薬学会功績賞、日本薬剤学会永井記念国際女性科学者賞受賞。2018年福澤賞受賞。2019年慶應義塾大学名誉教授、慶應義塾大学薬学部特任教授、国際医学情報センター顧問。2020年日本学術会議副会長（組織運営及び科学者間の連携担当）、国際医療福祉大学特別顧問。2021年大日本住友製薬監査役。2022年住友ファーマ監査役。2023年日本薬系学会連合副会長。